# Coua
Coua – rodzaj ptaków z podrodziny kukali (Centropodinae) w obrębie rodziny kukułkowatych (Cuculidae).

## Rozmieszczenie geograficzne
Rodzaj obejmuje gatunki występujące na Madagaskarze.

## Morfologia
Długość ciała 34–62 cm; masa ciała 97–415 g.

## Systematyka
Rodzaj zdefiniował w 1821 roku szwajcarski lekarz i przyrodnik Heinrich Rudolf Schinz w publikacji własnego autorstwa poświęconej królestwu zwierząt, na podstawie ich budowy, historii naturalnej i anatomii porównawczej. Gatunkiem typowym jest (oznaczenie monotypowe) kuja wielka (C. gigas).

### Etymologia
- Coua: fr. nazwa „Coua” nadana madagaskarskim kukułkom przez Cuviera w 1816 roku, od onomatopei malgaskiej nazwy Koa dla kui rdzawoczelnej i kui rdzawopierśnej[7].
- Serisomus: gr. σηρικον sērikon ‘jedwab’, od σηρες Sēres ‘ludzie, od których uzyskiwano jedwab, Chińczycy’; σωμα sōma, σωματος sōmatos ‘ciało’[8]. Gatunek typowy (oznaczenie monotypowe): Cuculus cristatus Linnaeus, 1766.
- Cochlothraustes: gr. κοχλος kokhlos ‘ślimak’; θραυστης thraustēs ‘łamacz’, od θραυω thrauō ‘łamać’[9].
- Glaucococcyx: gr. γλαυκος glaukos „niebiesko-szary, modry”; κοκκυξ kokkux, κοκκυγος kokkugos „kukułka”[10]. Gatunek typowy (oznaczenie monotypowe): Cuculus caeruleus Linnaeus, 1766.

### Podział systematyczny
Do rodzaju należą następujące gatunki:
- Coua delalandei (Temminck, 1827) – kuja białogardła – takson wymarły w XIX w., znany tylko z 13 okazów[12].
- Coua gigas (Boddaert, 1783) – kuja wielka
- Coua coquereli A. Grandidier, 1867 – kuja płowa
- Coua serriana Pucheran, 1845 – kuja rdzawopierśna
- Coua reynaudii Pucheran, 1845 – kuja rdzawoczelna
- Coua cursor A. Grandidier, 1867 – kuja żółtogardła
- Coua ruficeps G.R. Gray, 1846 – kuja rudogłowa
- Coua olivaceiceps (Sharpe, 1873) – kuja oliwkowa
- Coua cristata (Linnaeus, 1766) – kuja czubata
- Coua verreauxi A. Grandidier, 1867 – kuja mała
- Coua caerulea (Linnaeus, 1766) – kuja błękitna